# Sant Antoni de la Serra
Sant Antoni de la Serra és la capella de la masia de la Casa Daniel de la Serra de Rialb, al municipi de la Baronia de Rialb (Noguera), que forma part de l'Inventari del Patrimoni Arquitectònic de Catalunya.
A la masia s'hi pot anar des de la carretera C-1412b (de Ponts a Tremp) prenent el desviament a la dreta que es troba al punt quilomètric 8,2 (41° 57′ 28″ N, 1° 10′ 31″ E / 41.957674°N,1.175314°E). Està senyalitzat com "1,5 Can Daniel".

## Descripció

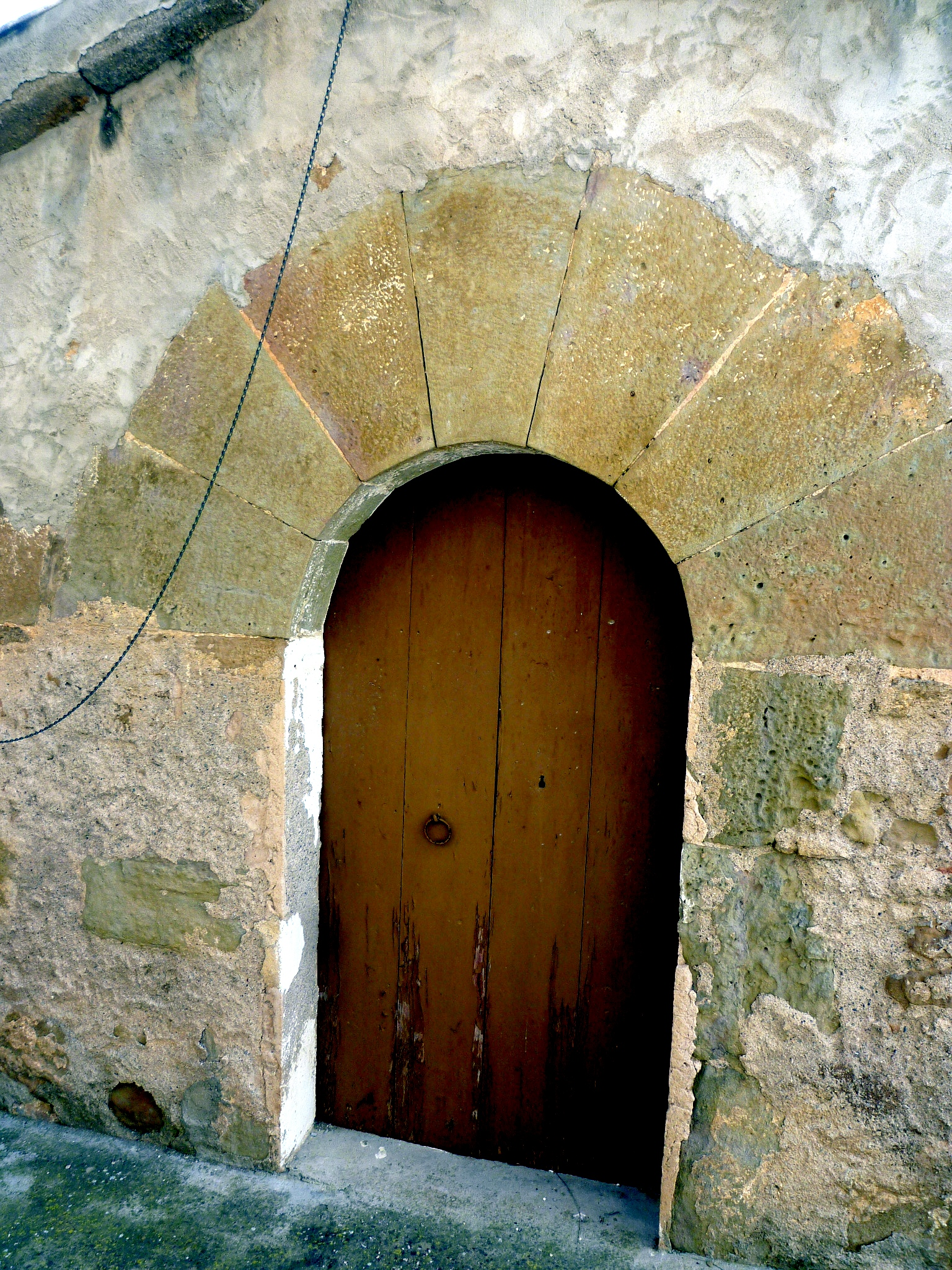
Portal

És una capella de planta rectangular orientada a llevant, situada a l'interior del pati de la casa Daniel. La façana principal és a ponent, i disposa d'una porta amb arc de mig punt amb dovelles de pedra. Una petita espadanya sense campana remata l'eix d'accés. A l'interior la volta és de canó i té una tomba tapada amb una gran llosana al centre del terra. La llosa de la tomba data del 1796.